# ديسموند دوس

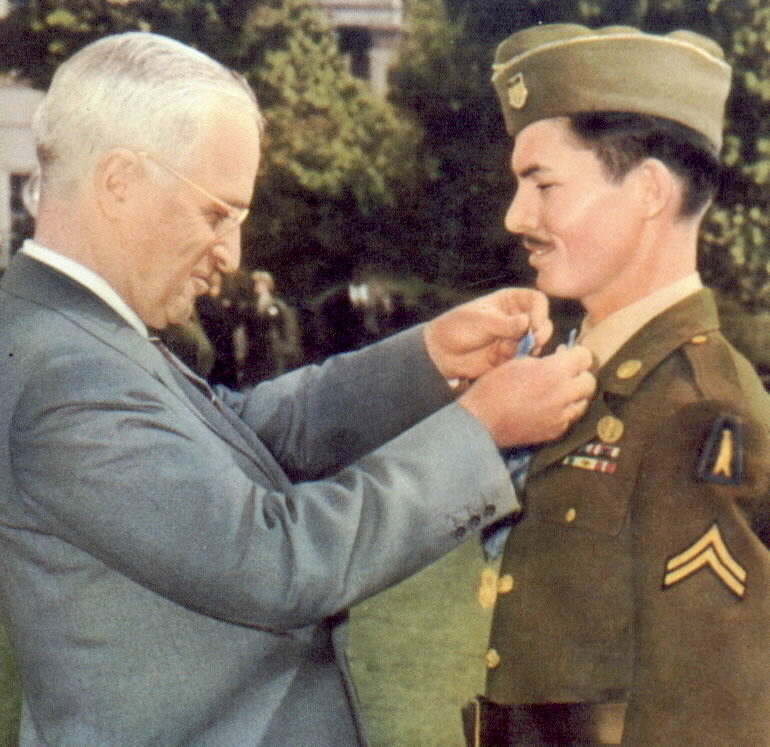
ديسموند دوس

ديسموند دوس (بالإنجليزية: 'Desmond Doss) ولد في 7' شباط 1919- 23 مارس 2006) مسعف بالجيش الأمريكي حاز على جائزة الشرف على خدمته في معركة اوكيناوا خلال الحرب العالمية الثانية. كان دوس من الرافضين لاستعمال السلاح والقتال من دافع الإنسانية. 

## سيرته
ولد دوس بولاية فيرجينيا، والدته بارتا والده ويليم دوس. بعد ان انضمت الولايات المتحدة للحرب العالمية الثانية جند دوس في شهر نيسان 1942 للجيش الأمريكي. رفض دوس حمل السلاح واستعماله لقتل العدو من دوافع انسانية ودينية. مع ذلك خدم كمسعف. خلال خدمته واجه اساءة من الضباط المسؤولين عنه ومن زملائه في الجيش.
في اذار 1944 بعثت كتيبته لساحة الحرب في معركة غوام ومعركة اوكيناوا، كان دوس مسعف خلال هذه المعارك دون ان يحمل أي سلاح، اصيب خلال المعارك ثلاث مرات، دافع عن زملائه المحاربين بكل اخلاص.
في شهر ايار 1945 خلال المعركة اوكيناوا حاولت كتيبته المكونة من 75 جندي احتلال الجزيرة التي سميت (مرتفع المنشار). بعد ان تسلقت كتيبته المرتفع واجهوا القوات اليابانية العنيفة، اصيب عدد كبير من الجنود حيث تفرقوا على انحاء الجزيرة. خلال أيام معدودة، دوس اعتنى بالمصابين تحت السلاح وانقذهم لمكان بعيد عن معركة القتال. خلال عملية انقاذه اصيب بيده وقدمه. دوس انقذ عدد كبير من الجنود رغم انه لم يحمل السلاح. تكريما لعمله الكبير توج بجائزة الشرف على يد رئيس الولايات المتحدة هاري ترومن في شهر تشرين الأول 1945.
خلال خدمته في الجيش اصيب بمرض السل، بسبب حالته الصحية اعتق من خدمته في الجيش عام 1946 ومكث في إعادة تأهيل صحي خلال خمس سنوات. لم يستطيع الحصول على عمل ثابت بسبب حالته الصحية، لذلك كرس حياته للاعمال الخيرية. توفي عام 2006 في بيته في الباما. دفن في المقبرة العسكرية في تنسي.
عام 2016 عرض الفلم الذي يروي قصته من إنتاج مل غبسون بتمثيل أندرو جارفيلد.

## روابط خارجية
- ديسموند دوس على موقع IMDb (الإنجليزية)
- ديسموند دوس على موقع قاعدة بيانات الفيلم (الإنجليزية)

Desmond T. Doss, 87, Heroic War Objector, Dies